# بول ميرسر
بول ميرسر (بالإنجليزية: Paul Mercier)‏ هو ممثل ومؤدي أصوات ومخرج وكاتب سيناريو أمريكي ولد في يوم 12 يوليو 1962. بدأ التمثيل في سنة 1990 ومثل في عدة أفلام ومسلسلات مثل ريزدنت إيفل: الانحطاط.